# 広小路尚祈
広小路 尚祈（ひろこうじ なおき、1972年 - ）は、日本の小説家。愛知県岡崎市出身。

## 来歴
高校卒業後、音楽活動をしながら職を転々とし、ホテルマン、飲料水メーカーのルートセールス、タクシー運転手、不動産会社、消費者金融会社などを10以上の職業を経験。2007年に「だだだな町、ぐぐぐなおれ」が第50回群像新人文学賞の優秀作に選ばれ、作家デビュー。2010年、「うちに帰ろう」で第143回芥川賞候補。2012年、「まちなか」で第146回芥川賞候補。

## 作品リスト

### 単行本
- 『うちに帰ろう』（文藝春秋、2010年11月） 
  - シレーヌと海老 - 『すばる』2009年3月号
  - うちに帰ろう - 『文學界』2010年4月号
- 『金貸しから物書きまで』（中央公論新社、2012年5月 / 中公文庫、2014年11月）
- 『清とこの夜』（中央公論新社、2014年11月）
- 『いつか来る季節 名古屋タクシー物語』（桜山社、2017年10月）
- 『今日もうまい酒を飲んだ とあるバーマンの泡盛修業』（集英社文庫、2020年1月）
- 『北斗星に乗って』（桜山社、2021年10月）
- 『ある日の、あのタクシー』（桜山社、2024年7月）

### アンソロジー収録
- 「ドラゴンズ漫談」 - 『ナゴヤドームで待ちあわせ』（太田忠司ほか、ポプラ社、2016年7月）
  - 初出:『asta*』2016年7月号
- 「おつかれ酒」 - 『夜更けのおつまみ』（東山彰良ほか、ポプラ文庫、2020年3月）
  - 初出:『asta*』2017年9月号

### 雑誌掲載
- 「だだだな町、ぐぐぐなおれ」 - 『群像』2007年6月号
- 「ろくでもない残像」 - 『群像』2008年4月号
- 「のうのうライフ」 - 『すばる』2009年12月号
- 「塗っていこうぜ」 - 『すばる』2010年6月号
- 「きんぴら」 - 『群像』2010年11月号
- 「まちなか」 - 『文學界』2011年8月号
- 「田園」 - 『すばる』2012年7月号
- 「寺部海岸の娘」 - 『文學界』2012年12月号
- 「じい」 - 『群像』2013年12月号
- 「年上の女の子」 - 『文學界』2014年4月号
- 「男子の戦争」 - 『すばる』2014年10月号
- 「芸術のおっさん」 - 『アンデル 小さな文芸誌』2016年1月号 - 3月号
- 「あいつのいた街」 - 『すばる』2016年12月号
- 「ピ・ン・チ・ケ」 - 『アンデル 小さな文芸誌』2018年1月号 - 4月号